# Karl von Amadei
Karl Freiherr von Amadei, auch Amadey, (* 1723 in Brüssel; † 27. Januar 1796 in Mailand) war ein kaiserlicher General.

## Leben

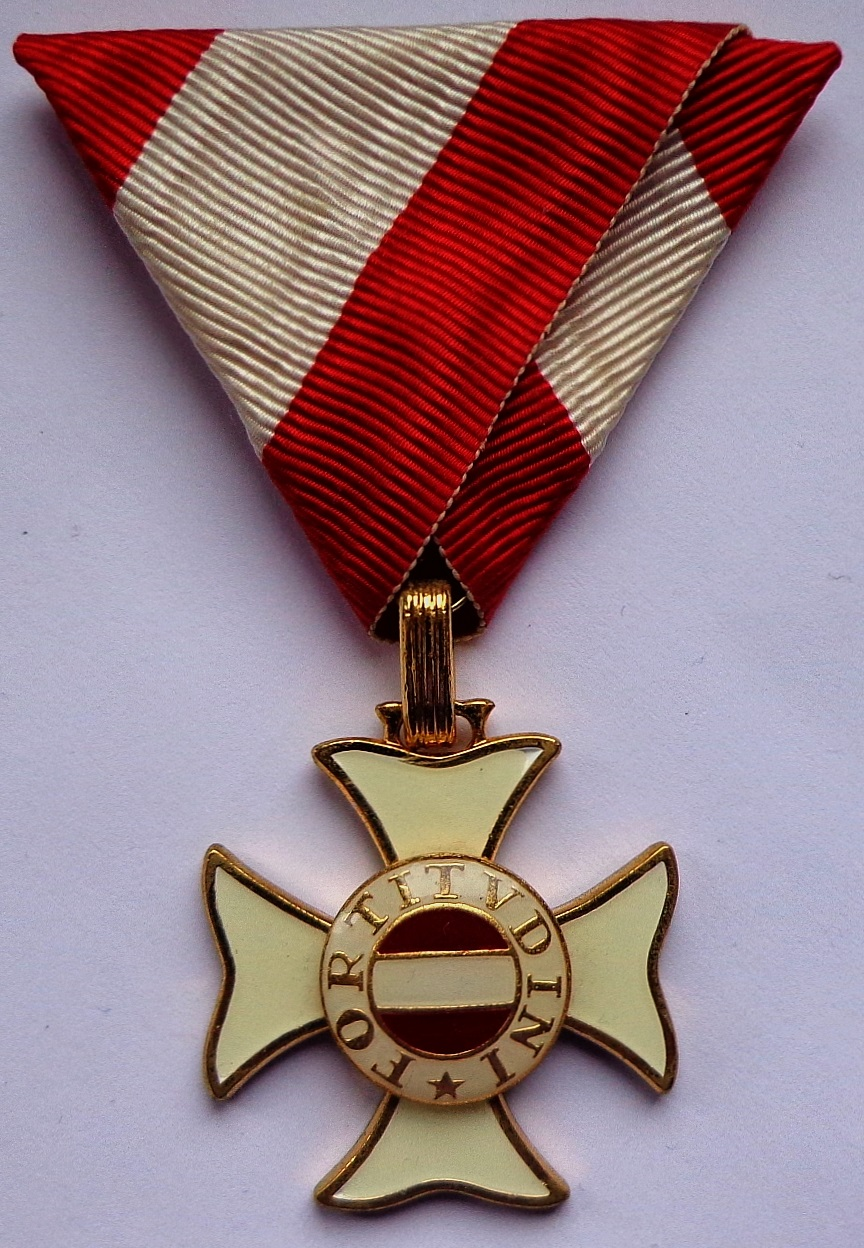
Ritterkreuz des Militär-Maria-Theresien-Ordens

Als Sohn eines Hauptmanns wurde Karl von Amadei in Brüssel 1723 geboren. Bereits im Alter von zwölf Jahren trat er dem kaiserlichen Infanterieregiment Markgraf Ludwig Georg von Baden (ab 1769 No. 23) bei. Dort war sein Vater Hauptmann. So nahm er 1737 bis 1739 am Russisch-Österreichischen Türkenkrieg teil, war Fähnrich bei der Schlacht bei Mollwitz im Rahmen des Österreichischen Erbfolgekriegs und wurde später Hauptmann, als Vilshofen erstürmt wurde. Als Major fungierte er seit 1752, im Folgejahr wurde er zum Oberstleutnant befördert.

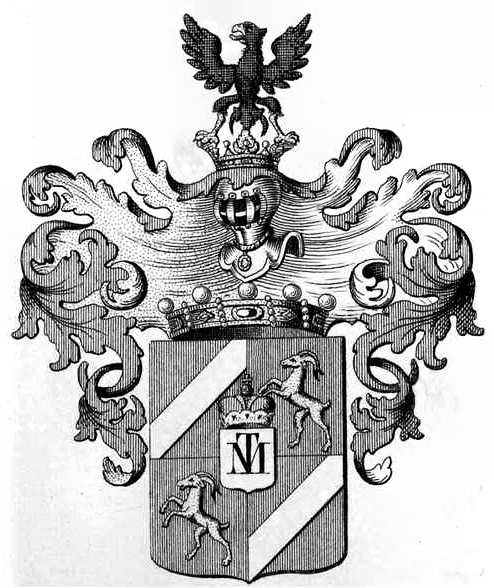
Wappen der Freiherren von Amadey 1760

Nach der Schlacht bei Kolin erbat Amadei, die Feinde weiter verfolgen zu dürfen. Zwar leisteten die Gegner großen Widerstand, gaben aber schließlich auf und flohen. Da er die Österreicher so entschlossen geführt hatte, wurde er am 5. Juli 1757 zum Oberst befördert. Beim ersten Ansturm auf die Festung Schweidnitz, die am 12. November 1757 stattfand,  wobei sie im zweiten Angriff erobert werden konnte, war er Kommandant des Infanterieregiments Esterhazy. Wegen seiner dort erworbenen Verdienste wurde er am 7. März 1758 mit dem Ritterkreuz des Militär-Maria-Theresia-Ordens ausgezeichnet.
Auch in der Hochkircher Schlacht hatte von Amadei Anteile am Sieg. Er stieg  mit Rang vom 7. Oktober 1758 zum Generalfeldwachtmeister auf und Kaiser Franz I. erhob ihn, weil Theresienritter, am 22. März 1760 in den erbländisch österreichischen Freiherrenstand mit „Wohlgeboren“.
Der Freiherr  führte am 1. Oktober 1761 auf Befehl des Feldzeugmeisters Freiherr von Laudon die vier Angriffskolonnen, um das zwischenzeitlich an die Preußen verlorene Schweidnitz erneut zu erstürmen, was auch gelang. 
Am 1. Mai 1773 (mit Rang vom 19. Juli 1765) wurde er schließlich zum Feldmarschallleutnant und Festungskommandanten von Mailand befördert. Bis zu seinem Tod hatte er fast 62 Jahre lang dem Militär gedient.